# Gonfreville
Gonfreville település Franciaországban, Manche megyében. Lakosainak száma 162 fő (2022. január 1.). Gonfreville Gorges, Nay, Périers, Saint-Germain-sur-Sèves és Saint-Patrice-de-Claids községekkel határos.

## Népesség
A település népességének változása:
| Lakosok száma | 176  | 178  | 158  | 162  | 155  | 149  | 151  | 157  | 160  | 162  |
|               | 1968 | 1982 | 1990 | 2006 | 2013 | 2015 | 2017 | 2019 | 2020 | 2022 |